# Specie di Sisoridae
Di seguito sono elencate tutte le specie di pesci ossei della famiglia Sisoridae note a ottobre 2014
- Genere Bagarius
  - Bagarius bagarius
  - Bagarius rutilus
  - Bagarius suchus
  - Bagarius yarrelli
- Genere Chimarrichthys
  - Chimarrichthys longus
- Genere Creteuchiloglanis
  - Creteuchiloglanis brachypterus
  - Creteuchiloglanis gongshanensis
  - Creteuchiloglanis kamengensis

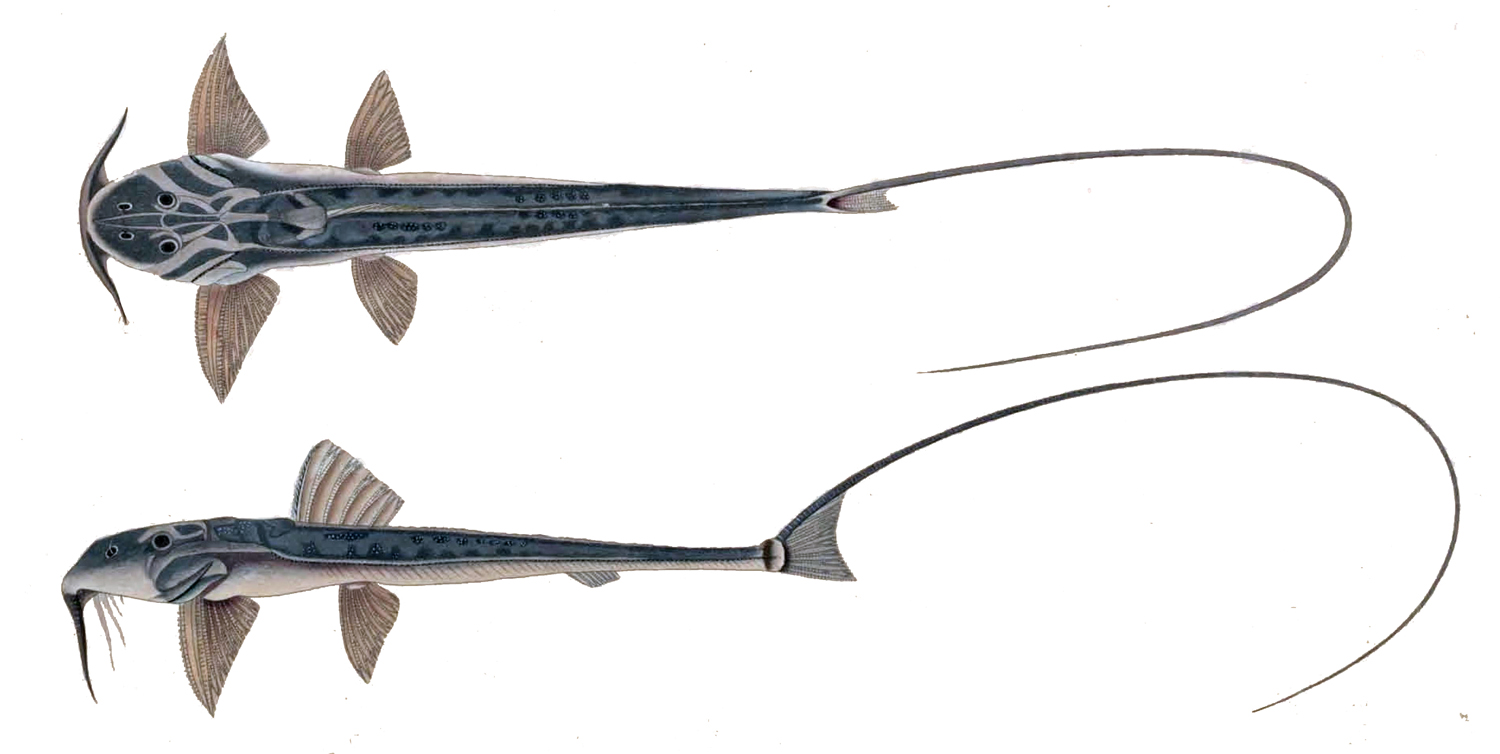
Sisor rabdophorus

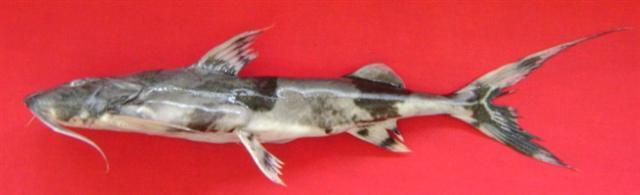
Bagarius bagarius

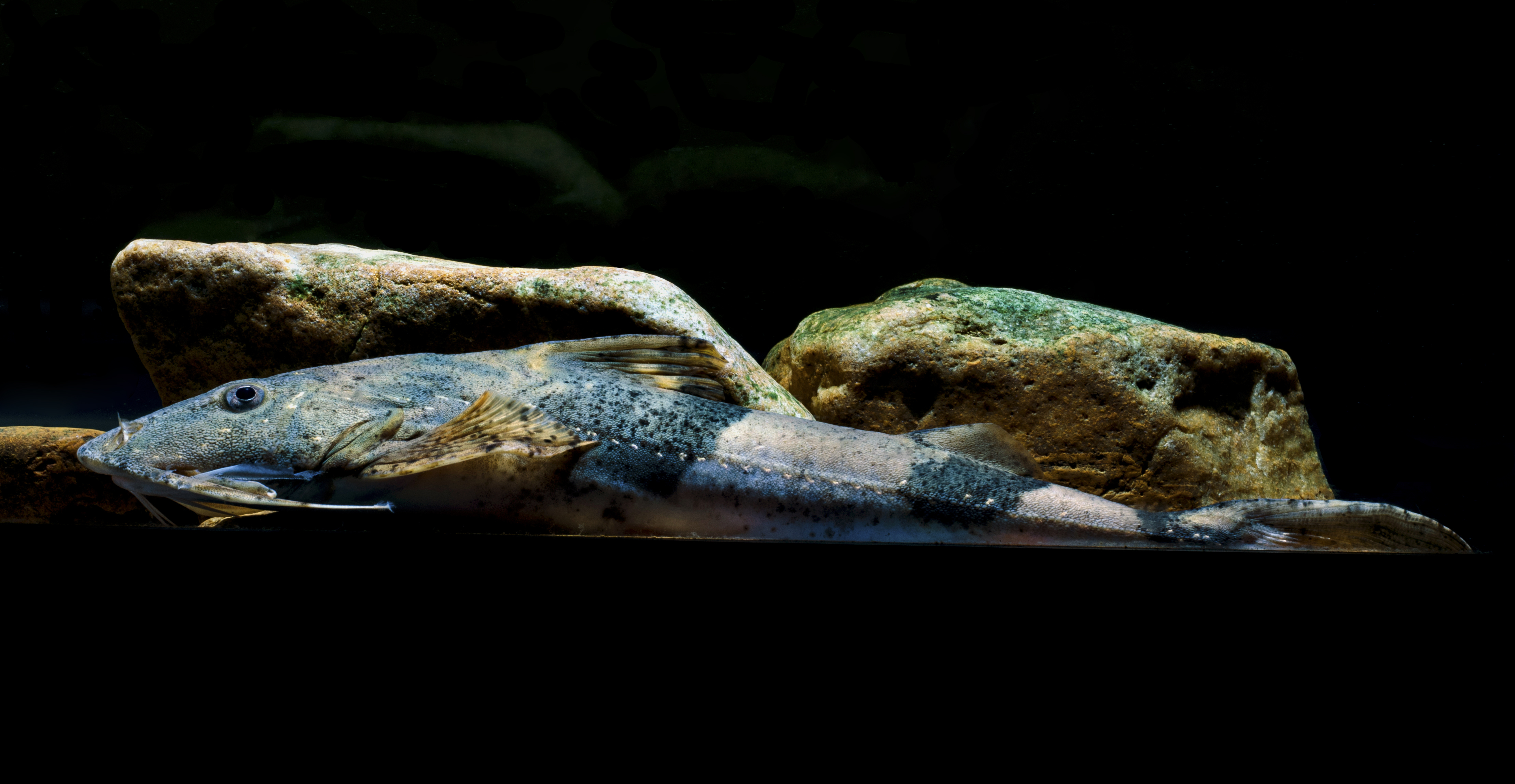
Bagarius rutilus

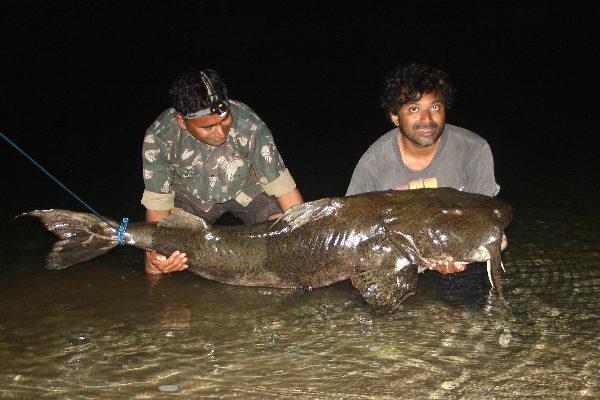
Bagarius yarrelli

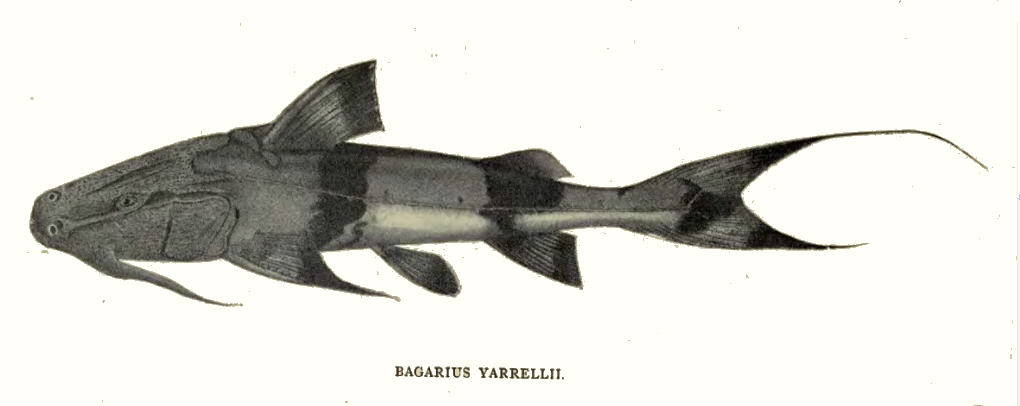
Bagarius yarrelli

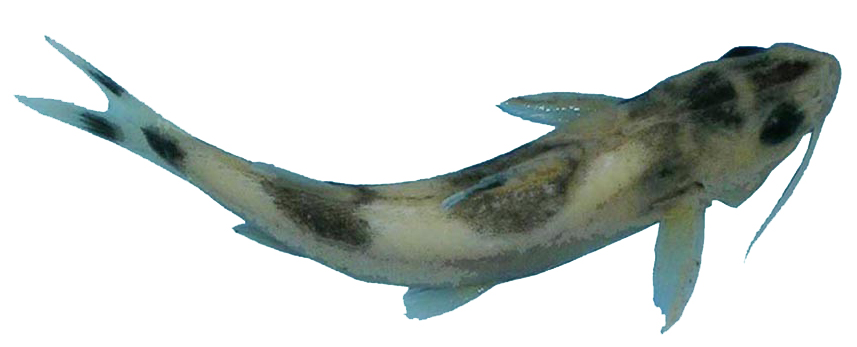
Gagata itchkeea

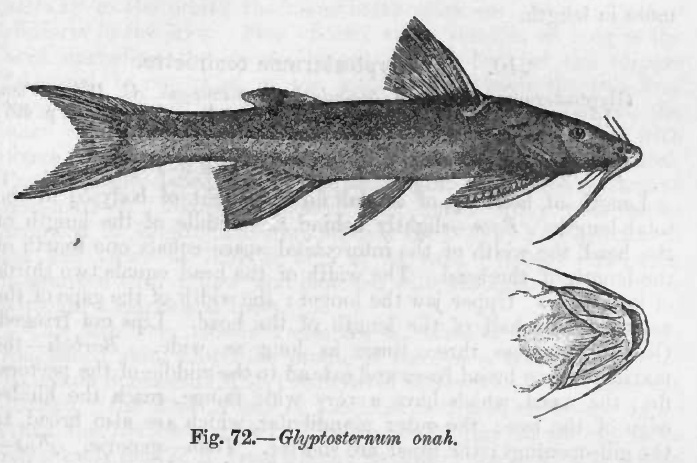
Glyptothorax lonah

  - Creteuchiloglanis longipectoralis
  - Creteuchiloglanis macropterus
- Genere Euchiloglanis
  - Euchiloglanis dorsoarcus
  - Euchiloglanis kishinouyei
  - Euchiloglanis longibarbatus
  - Euchiloglanis phongthoensis
- Genere Exostoma
  - Exostoma barakensis
  - Exostoma berdmorei
  - Exostoma labiatum
  - Exostoma stuarti
  - Exostoma vinciguerrae
- Genere Gagata
  - Gagata cenia
  - Gagata dolichonema
  - Gagata gagata
  - Gagata itchkeea
  - Gagata melanopterus
  - Gagata pakistanica
  - Gagata sexualis
  - Gagata youssoufi
- Genere Glaridoglanis
  - Glaridoglanis andersonii
- Genere Glyptosternon
  - Glyptosternon akhtari
  - Glyptosternon maculatum
  - Glyptosternon malaisei
  - Glyptosternon reticulatum
- Genere Glyptothorax
  - Glyptothorax alaknandi
  - Glyptothorax anamalaiensis
  - Glyptothorax annandalei
  - Glyptothorax armeniacus
  - Glyptothorax ater
  - Glyptothorax botius
  - Glyptothorax brevipinnis
  - Glyptothorax buchanani
  - Glyptothorax burmanicus
  - Glyptothorax callopterus
  - Glyptothorax caudimaculatus
  - Glyptothorax cavia
  - Glyptothorax chimtuipuiensis
  - Glyptothorax chindwinica
  - Glyptothorax conirostris
  - Glyptothorax coracinus
  - Glyptothorax cous
  - Glyptothorax davissinghi
  - Glyptothorax deqinensis
  - Glyptothorax dikrongensis
  - Glyptothorax dorsalis
  - Glyptothorax exodon
  - Glyptothorax filicatus
  - Glyptothorax fokiensis
  - Glyptothorax fucatus
  - Glyptothorax fuscus
  - Glyptothorax garhwali
  - Glyptothorax gracilis
  - Glyptothorax granosus
  - Glyptothorax granulus
  - Glyptothorax hainanensis
  - Glyptothorax honghensis
  - Glyptothorax horai
  - Glyptothorax housei
  - Glyptothorax igniculus
  - Glyptothorax indicus
  - Glyptothorax interspinalus
  - Glyptothorax jalalensis
  - Glyptothorax jayarami
  - Glyptothorax kashmirensis
  - Glyptothorax ketambe
  - Glyptothorax kudremukhensis
  - Glyptothorax kurdistanicus
  - Glyptothorax laak
  - Glyptothorax lampris
  - Glyptothorax lanceatus
  - Glyptothorax laosensis
  - Glyptothorax lonah
  - Glyptothorax longicauda
  - Glyptothorax longjiangensis
  - Glyptothorax maceriatus
  - Glyptothorax macromaculatus
  - Glyptothorax madraspatanus
  - Glyptothorax major
  - Glyptothorax malabarensis
  - Glyptothorax manipurensis
  - Glyptothorax minimaculatus
  - Glyptothorax naziri
  - Glyptothorax nelsoni
  - Glyptothorax ngapang
  - Glyptothorax nieuwenhuisi
  - Glyptothorax obliquimaculatus
  - Glyptothorax obscurus
  - Glyptothorax pallozonus
  - Glyptothorax panda
  - Glyptothorax pantherinus
  - Glyptothorax pectinopterus
  - Glyptothorax platypogon
  - Glyptothorax platypogonides
  - Glyptothorax plectilis
  - Glyptothorax poonaensis
  - Glyptothorax prashadi
  - Glyptothorax punjabensis
  - Glyptothorax quadriocellatus
  - Glyptothorax radiolus
  - Glyptothorax rugimentum
  - Glyptothorax saisii
  - Glyptothorax schmidti
  - Glyptothorax siamensis
  - Glyptothorax silviae
  - Glyptothorax sinensis
  - Glyptothorax steindachneri
  - Glyptothorax stocki
  - Glyptothorax stolickae
  - Glyptothorax strabonis
  - Glyptothorax striatus
  - Glyptothorax sufii
  - Glyptothorax sykesi
  - Glyptothorax telchitta
  - Glyptothorax trewavasae
  - Glyptothorax trilineatus
  - Glyptothorax ventrolineatus
  - Glyptothorax verrucosus
  - Glyptothorax zanaensis
  - Glyptothorax zhujiangensis
- Genere Gogangra
  - Gogangra laevis
  - Gogangra viridescens
- Genere Myersglanis
  - Myersglanis blythii
  - Myersglanis jayarami
- Genere Nangra
  - Nangra assamensis
  - Nangra bucculenta
  - Nangra nangra
  - Nangra ornata
  - Nangra robusta
- Genere Oreoglanis
  - Oreoglanis colurus
  - Oreoglanis delacouri
  - Oreoglanis frenatus
  - Oreoglanis heteropogon
  - Oreoglanis hypsiurus
  - Oreoglanis immaculatus
  - Oreoglanis infulatus
  - Oreoglanis insignis
  - Oreoglanis jingdongensis
  - Oreoglanis laciniosus
  - Oreoglanis lepturus
  - Oreoglanis macronemus
  - Oreoglanis macropterus
  - Oreoglanis majusculus
  - Oreoglanis nakasathiani
  - Oreoglanis setiger
  - Oreoglanis siamensis
  - Oreoglanis sudarai
  - Oreoglanis suraswadii
  - Oreoglanis tenuicauda
  - Oreoglanis vicinus
- Genere Parachiloglanis
  - Parachiloglanis hodgarti
- Genere Pareuchiloglanis
  - Pareuchiloglanis abbreviatus
  - Pareuchiloglanis anteanalis
  - Pareuchiloglanis brevicaudatus
  - Pareuchiloglanis feae
  - Pareuchiloglanis gracilicaudata
  - Pareuchiloglanis longicauda
  - Pareuchiloglanis macrotrema
  - Pareuchiloglanis myzostoma
  - Pareuchiloglanis namdeensis
  - Pareuchiloglanis nebulifer
  - Pareuchiloglanis poilanei
  - Pareuchiloglanis prolixdorsalis
  - Pareuchiloglanis rhabdurus
  - Pareuchiloglanis robustus
  - Pareuchiloglanis sichuanensis
  - Pareuchiloglanis sinensis
  - Pareuchiloglanis songdaensis
  - Pareuchiloglanis songmaensis
  - Pareuchiloglanis tamduongensis
  - Pareuchiloglanis tianquanensis
- Genere Pseudecheneis
  - Pseudecheneis brachyurus
  - Pseudecheneis crassicauda
  - Pseudecheneis eddsi
  - Pseudecheneis gracilis
  - Pseudecheneis immaculata
  - Pseudecheneis koladynae
  - Pseudecheneis longipectoralis
  - Pseudecheneis maurus
  - Pseudecheneis paucipunctata
  - Pseudecheneis paviei
  - Pseudecheneis serracula
  - Pseudecheneis sirenica
  - Pseudecheneis stenura
  - Pseudecheneis sulcata
  - Pseudecheneis sulcatoides
  - Pseudecheneis suppaetula
  - Pseudecheneis sympelvica
  - Pseudecheneis tchangi
  - Pseudecheneis ukhrulensis
- Genere Pseudexostoma
  - Pseudexostoma brachysoma
  - Pseudexostoma longipterus
  - Pseudexostoma yunnanense
- Genere Sisor
  - Sisor barakensis
  - Sisor chennuah
  - Sisor pakistanicus
  - Sisor rabdophorus
  - Sisor rheophilus
  - Sisor torosus[1]